# The Black Mirror
Черното огледало (на английски: The Black Mirror) е известна компютърна игра в приключенски жанр, от типа „посочи и щракни“ (point and click). Създадена е от малката чешка компания за компютърни игри Future Games. Началото на проекта е поставено през януари 2000 г. Играта излиза на пазара през 2003 г. Оригиналното и име е Posel Smrti („Пратеник на смъртта“). С интригуващия си сюжет, красиво нарисувани декори, логични загадки и зловеща атмосфера, играта си извоюва името на едно от най-добрите творения в жанра си. В България „Черното огледало“ е издадена през 2004 г. със субтитри и меню на български език. След донякъде неочаквания успех, през 2005 г. излиза неофициалното продължение Nibiru: Age of Secrets. Въпреки че чешката компания не е предвиждала продължение, поради натиска от страна на почитателите от началото на 2008 г. в разработка е The Black Mirror 2. В проекта ще участва Future Games, а издател ще бъде The Adventure Company.

## Сюжет
Внимание:  Текстът по-долу разкрива сюжета на произведението (или части от него)!
След дванадесет годишно отсъствие Самюел Гордън се завръща в семейния замък Черното огледало. Навремето той го е напуснал защото не е могъл да понесе смъртта на съпругата си, загинала при пожар в едно от крилата му. Причината за завръщането му сега е нова смърт, тази на дядо му Уилям Гордън. Старият човек е паднал от прозореца на кулата, която е ползвал като кабинет. Някой факти навеждат Самюел на мисълта, че не става дума за нещастен случай и той се заема с разследване. Скоро подозренията му се потвърждават, следва нов инцидент а след това трети и четвърти. По някакъв начин те са свързани със замъка Черното огледало и легендата за проклятието тегнещо над рода Гордън. Самюел трябва да разреши много загадки и да премине през много премеждия за да узнае истината. За негово съжаление той успява.

## Персонажи
- Самюел Гордън (Samuel Gordon) – Главният герой е издънка на стар благороднически род. Това личи и от поведението му. Учтивото му държание понякога се заменя с нетърпящ пререкания тон.
- Бътлър Бейтс (Butler Bates) – Старият, почтен иконом знае тайна, която не му дава покой.
- Д-р Хърмън (Doctor Hermann) – Семейният лекар работи върху интересни изследвания в моргата.
- Робърт (Uncle Robert) – Чичото на Самюел е винаги сдържан и потаен. Той непрекъснато е зает с някаква работа в кабинета си. По професия е главен лекар на психиатрична клиника.
- Графиня Виктория (Countess Victoria) – Бабата на Самюел, на преклонна възраст, съкрушена от смъртта на Уилям.
- Детектив Колиър (Detective Collier) – След инцидента със сър Уилям, представителят на властта е претрупан със случаи. Той обаче е далеч от истината за убийствата.
- Хенри (Henry the Gardener) – Градинарят на Черното огледало обича чашката и писането на особен род писма. За него щеше да е по-добре да беше почистил басейна в задната градина.
- Морис – Конярът на имението е грубоват човек, който ненавижда Хенри, освен това е бивш затворник. В „Черното огледало“ е търпян защото желаещите да работят за семейство Гордън не са никак много.
- Хари (Harry the pub owner) – Кръчмарят от Йелоу Крийк винаги се радва да види Самюел, при все че той е най-лошият му клиент, никога нищо не поръчва.
- Джеймс (James) – Пациент на Робърт в психиатричната клиника. Със семейство Гордън го свързват и други неща.
- Марк (Mark) – Не особено приятен тип, който обаче може да бъде полезен.

## Геймплей
Играта е типичен представител на вида „посочи и щракни“ (point and click), при който върху двуизмерни декори се движат триизмерни човешки фигури. Управлението в „Черното огледало“ е лесно и удобно. Извършва се почти изцяло с мишка. От клавиатурата се използва единствено бутонът Tab, който дава възможност да бъдат видени всички възможни входове (изходи). Записването може да стане във всеки един момент на играта, неограничен брой пъти. Типично за жанра куест, на главния герой ще му се наложи да решава многобройни логически загадки, да сглобява разкъсани снимки или документи, да открива и комбинира предмети за да постигне дадена задача, да води разговори с цел да извлече от събеседниците си необходимата му информация или да ги накара да извършат определено действие. Системата на диалозите е клонеста и позволява играчът да избира между няколко различни варианта на провеждането им. Загадките са разнообразни и в повечето случаи напълно логични. Играта е разделена на 6 части,
оформени като глави на роман:
- Глава първа: Завръщане в семейното огнище.
- Глава втора: Кошмарът продължава.
- Глава трета: Скрито наследство.
- Глава четвърта: Изгубеният рай.
- Глава пета: Скритото става явно.
- Глава шеста: Огледалото на моята душа.

## Графика
„Черното огледало“ предлага над 150 местонахождения (локации) с винаги разнообразни и красиви декори: старият мрачен замък, катедралата в романски стил и нейното гробище, зловещата морга, рибарското селце Йелоу Крийк, мината, имението в Уелс, клиниката за душевно болни и много други. Умело предадени са атмосферните явления: дъжд, светкавици и бури. Въпреки всеобщото възхищение към декорите, са отправяни критики към недотам удачно направените човешки фигури и най-вече към тази на главния герой. Като недостатък се сочи и почти пълната липса на интерактивност в изображенията. Въпреки това, наред със сюжета и музиката, като един от факторите за успеха на играта се сочи и графиката и. На нея тя дължи не малко от мрачната си, но завладяваща атмосфера.

## Създатели
- Режисьор: Дезмънт Оку
- Сценаристи: Зденек Хуб, Михал Пекарек, Павел Пекарек
- Художници: Михал Пекарек, Павел Пекарек
- Композитор: Зденек Хуб
- Продуценти: Анет Бехамп, Робърт Стивънсън

## Системни изисквания
- Операционна система: Windows 98/ ME/ 2000/ XP
- Процесор: Pentium 400 MHz
- Оперативна памет: 64 MB
- Свободно пространство на твърдия диск: 2 GB
- Видеопамет: 4 MB